# نوسان شمالگان

فازهای منفی و مثبت نوسان شمالگان

نوسان شمالگان (انگلیسی: Arctic oscillation) که به اختصار AO یا حالت حلقه‌ای شمالی (NAM) نیز نامیده می‌شود، یک پدیده آب و هوایی در قطب شمالگانی عرض‌های جغرافیایی بالاتر از ۲۰ درجه است. این نوسان اقلیمی حالت مهمی از تغییرپذیری و دگرگونی اقلیم در نیم‌کره شمالی است. نوسان متناظر آن در نیم‌کره جنوبی، نوسان جنوبگان یا حالت حلقه‌ای جنوبی (SAM) نام دارد. این شاخص در طول زمان بدون تناوب خاصی تغییر کرده و با ناهنجاری‌های غیرفصلی فشار سطح دریا یک نشانه در شمالگان که توسط ناهنجاری‌های نشانه مخالف به مرکزیت عرض جغرافیایی حدود ۳۷–۴۵ درجه شمالی متعادل شده، شخص می‌شود.
نوسان اطلس شمالی (NAO) یکی از نوسان‌های نزدیک به نوسان شمالگان است. بر سر این که کدام‌یک از این دو نوسان اساساً نماینده پویایی جو است، بحث و اختلاف نظر وجود دارد. نوسان اطلس شمالی ممکن است به روش فیزیکی معنادارتری شناسایی شود، که ممکن است تأثیر بیشتری بر اثرات قابل اندازه‌گیری تغییرات جوی داشته باشد.
نوسان شمالگان به عنوان یک الگوی حلقه‌مانند (یا "حلقه‌ای") از ناهنجاری‌های فشار سطح دریا در مرکز قطب‌ها ظاهر می‌شود. وجود قاره‌ها و خشکی‌های بزرگ ساختار حلقه‌مانند قطب شمالگانی را مختل می‌کند، در حالی که ناهنجاری‌های اطراف قطب جنوبگانی تقریباً دایره‌ای هستند.